# روربرتا راتزکه
روربرتا راتزکه (پرتغالی: Roberta Ratzke؛ زادهٔ ۲۸ آوریل ۱۹۹۰) بازیکن والیبال اهل برزیل است.